# Tipula (Acutipula) triangulifera
Tipula (Acutipula) triangulifera is een tweevleugelige uit de familie langpootmuggen (Tipulidae). De soort komt voor in het Palearctisch gebied.